# Citra
Citra je žičani instrument u obliku pravokutne plitke kutije, na kojoj je po dužini razapeto 30-45 žica. Žice se trzaju prstima i čeličnom trzalicom na palcu. Zvuk je tih a sam instrument nema većih izvođačkih mogućnosti.
Krajem 19. i početkom 20. stoljeća zahvaljujući kulturnom utjecaju Beča citra je bila vrlo popularno kućno glazbalo u Zagrebu. Citraškim repertoarom dominirala su djela austrijskih i njemačkih skladatelja. Austrijski tiskari izdavali su skladbe zagrebačkih citraša, a i I. Agramer Zither Klub (Prvi zagrebački citraški klub) osnovan je po uzoru na bečki. Zagrebačka citraška scena ugasila se nakon završetka prvog svjetskog rata.

## Citra u poeziji
Citru je opjevao i jedan od najvećih hrvatskih pjesnika 20. stoljeća, Dobriša Cesarić, u svojoj pjesmi Svirka na citri.